# اوتون پاویا
اوتون پاویا (فرانسوی: Automne Pavia‎؛ زادهٔ ۳ ژانویه ۱۹۸۹) جودوکار اهل فرانسه است.
وی در مسابقات کشوری و بین‌المللی در مجموع برندهٔ ۲ مدال طلا، ۴ مدال برنز شده‌است.